# Etruria padana
L'Etruria padana è il nome con il quale viene chiamato il territorio abitato, fin dai tempi più antichi, dagli Etruschi nell'Italia settentrionale, comprendente vaste aree in Emilia-Romagna, Lombardia e Veneto.

## Storia

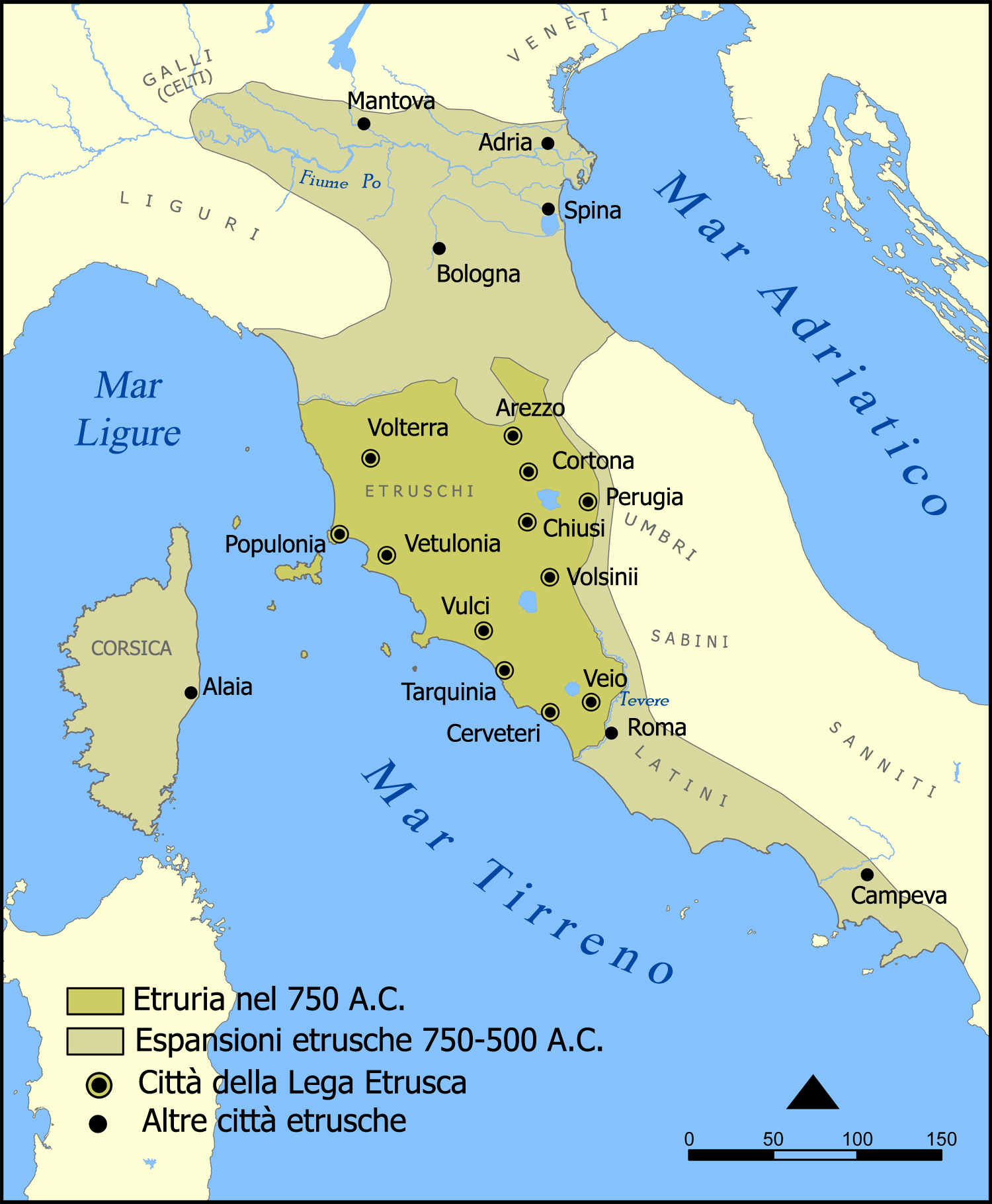
Cartina con i maggiori centri etruschi ed "espansione" della civiltà etrusca nel corso dei secoli (750-500 a.C.)

Gli Etruschi sono attestati archeologicamente in Pianura Padana sin dalla prima età del Ferro con la cultura villanoviana, la fase più antica della civiltà etrusca. Sulla base del dato archeologico, la presenza etrusca nel nord Italia non sarebbe, tuttavia, diretta conseguenza di una colonizzazione tardiva dall'Etruria tirrenica, come creduto in passato sulla base di una lettura acritica delle fonti antiche, ma sarebbe più antica, risalente alla Preistoria. L'Etruria tirrenica e quella padana «si formano simultaneamente sin dalle fasi iniziali dell’età del Ferro: il villanoviano tirrenico e quello padano presentano un inizio pressoché sincrono e sono espressione di un analogo processo socio-politico», che si manifesta parallelamente nelle due realtà, sia sul versante settentrionale che quello meridionale dell’Appennino.
A partire dall'VIII secolo a.C. gli Etruschi consolidarono il loro dominio nel nord Italia, espandendosi in Lombardia meridionale nel mantovano e nel Veneto meridionale con Adria, in una regione convezionalmente chiamata dagli studiosi Etruria padana.
Con il controllo di Adria in Veneto e le fondazioni di città come Spina, Marzabotto e del Forcello di Bagnolo gli Etruschi stabilirono una rete di traffici che li collegavano sia all'Etruria tirrenica attraverso i passi appennici, alla Grecia attraverso i porti adriatici,  e alle terre dei Celti transalpini attraverso l'asse fluviale Po-Mincio, i laghi insubrici e i passi alpini. Il V secolo a.C. segnò così il "periodo d'oro" dell'Etruria padana.

## Principali insediamenti etruschi
A partire dalla fine del IX secolo a.C., l'insediamento umano nella Bassa Padana, precedentemente organizzato in piccoli gruppi di capanne sparse per il territorio si accentra in alcune grandi aree urbane come Bologna, conosciuta in etrusco come Felsina, la principale città dell'Etruria padana, e Verucchio, allora fiorente insediamento nel cuore della Romagna.
Nell'Etruria padana come riporta Tito Livio venne istituita una dodecapoli, in analogia alla dodecapoli dell'Etruria tirrenica, ma non si ha la certezza di quali città ne facessero parte. Appartennero molto probabilmente alla dodecapoli padana le città di Felsina (Bologna), Spina e Kainua (Marzabotto), mentre si possono solo supporre città quali Ravenna, Cesena, Rimini, Modena, Parma, Piacenza, Mantova e forse Milano.
- Felsina

L'area bolognese è stata abitata almeno fin dal IX secolo a.C., come testimoniano gli scavi archeologici effettuati nel XIX secolo nella vicina Villanova. Questo periodo, e fino al VI secolo, è infatti generalmente definito villanoviano, e vede la presenza di vari nuclei di popolazione sparsi in quest'area. Nel VII-VI secolo a.C., l'Etruria tirrenica continuò ad esercitare un'influenza su questa zona. La città era conosciuta con il nome di Felsina.
- Verucchio

A Verucchio sono state trovate tracce di un insediamento del XII-IX secolo a.C., di epoca villanoviana. L'attuale paese deriva il suo nome da Vero Occhio, in riferimento alla sua posizione privilegiata che offre un ampio panorama sulla campagna circostante e sulla costa romagnola.
- Marzabotto / Kainua

Kainua (Kàinua) è un'antica città etrusca che sorgeva sul Pian di Misano e sulla soprastante altura di Misanello presso l'attuale comune di Marzabotto, nella città metropolitana di Bologna. Fondata nel VI secolo a.C. a poca distanza dal fiume Reno, Kainua fu una delle città-stato più importanti dell'Etruria padana, assieme a Felsina (Bologna) e Spina , nonché un importante snodo commerciale tra l'Etruria tirrenica e la Pianura Padana, fino ad oltralpe.
- Mantova

Già intorno al 2000 a.C. esisteva un insediamento sulle rive del Mincio, su una sorta di isola che offriva una protezione naturale. Nel VI secolo a.C. era un villaggio etrusco che, secondo la tradizione etrusca, fu rifondato da Ocnus. Il nome deriva dal dio etrusco Mantus, dell'Ade. Dopo essere stata conquistata dai Cenomani, una tribù gallica, la città fu conquistata tra la prima e la seconda guerra punica dai Romani, che ne attribuirono il nome a Manto, una figlia di Tiresia. Il cittadino antico più famoso di Mantova è il poeta Virgilio, (Mantua me genuit), che nacque nei pressi della città nel 70 a.C. nel villaggio oggi noto come Virgilio.
- Adria

I primi insediamenti sorti sul territorio sono di origine venetica, nel corso del XII-IX secolo a.C.. A quell'epoca il principale corso d'acqua del Po, il canale di Adria, sfociava in mare presso questa zona. La cultura villanoviana, che prende il nome da un sito archeologico presso il villaggio di Villanova, vicino a Bologna (l'etrusca Felsina), fiorì in quest'area dal X fino al VI secolo a.C.. Le fondamenta dell'Atria classica sono datate dal 530 al 520 a.C. Gli Etruschi costruirono il porto e l'insediamento di Adria dopo che il canale non era più il corso principale. Durante l'ultimo periodo del VI secolo a.C. il porto continuò a prosperare. L'area della Pianura Padana controllata dagli Etruschi era generalmente nota come Etruria Padana (Padana in riferimento al fiume Po), in contrapposizione alla loro principale concentrazione lungo la costa tirrenica a sud dell'Arno. I Greci provenienti da Egina e successivamente da Siracusa con Dionisio I colonizzarono la città facendola diventare un emporio. I Greci commerciavano con i Veneti fin dal VI secolo a.C.. Le massicce incursioni celtiche nella pianura padana provocarono attriti tra Galli ed Etruschi e matrimoni, attestati da iscrizioni epigrafiche in cui compaiono insieme nomi etruschi e celtici. La città era popolata da Etruschi, Veneti, Greci e Celti.
- Spina

L'insediamento di Spina rappresentava l'approdo portuale etrusca sull'Adriatico, all'antica foce del Po, a sud della laguna che sarebbe diventata il sito di Venezia. 
- Forcello

Il Forcello di Bagnolo San Vito è il principale abitato etrusco-padano di VI-V secolo a.C. finora conosciuto in Lombardia, nonché il più settentrionale dell’area di espansione etrusca a nord del Po in età arcaica. Le indagini finora condotte fanno risalire la sua fondazione a poco dopo la metà del VI secolo a.C., mentre il definitivo abbandono si colloca agli inizi del IV secolo a.C., in probabile concomitanza con le invasioni galliche dell’Italia settentrionale (388 a.C.).  Sono stati rinvenuti sia manufatti di produzione locale, ad attestare l'origine etrusca degli abitanti, sia di importazione dalle località più diverse. Il Forcello, infatti, rappresentava un importante nodo di scambio fra il mondo mediterraneo e l’Europa centrale.